# Кушниково (Чувашия)
Кушниково (чув. Чиркӳллӗ Кушник, Кушник) — село в Мариинско-Посадском муниципальном округе Чувашии. С 2004 до 2023 года входило в состав Приволжского сельского поселения.

## География
Расстояние до Чебоксар 66 км, до Новочебоксарска 44 км, до райцентра 16 км, до ж/д станции 66 км. Расположено у озера Кушниковский Затон, на правобережье р. Волга.

## История
Историческое название — с. Троицкое, Кушниково тож. Жители — русские, до 1861 помещичьи крестьяне Кушниковых, Пановых, Каировых, Рылеевых, Сатиных, Толстых; занимались земледелием, животноводством, нанимались в работники на речных судах. Действующий храм Преображения Господня (1735—1941, с 1945). В 1886 открыта церковно-приходская школа, в 1877 — земская школа, в начале 20 в. действовала ветряная мельница. В 1920-х годах имелись кузнеческое, тележное производства. В 1931 образован колхоз «Волна». В составе Кокшайской, Чувашско-Сундырской, Посадско-Сотниковской волостей Чебоксар. В конце 18 в. — 1927, Мариинско-Посадского р-на — 1927-62, с 1965, Чебоксар. — 1962-64, Мариинско-Посад. промышленного — 1964-65.

## Социально-значимые объекты
Имеются фельдшерский пункт, церковь, клуб. Проведены водопровод, газопровод, асфальтирована дорога.

## Население
Число дворов и жителей: в 1746 году — 161 муж.; 1770-е г. — 209 муж.; 1795 г. (вместе с д. Шульгино) − 73 двора, 280 муж., 306 жен. В 1858 г. — 155 муж., 161 жен. В 1897 г. — 205 муж., 245 жен. В 1926 г. — 117 дворов, 309 муж., 328 жен. В 1939 г. — 250 муж., 290 жен. В 1979 г. — 91 муж., 123 жен., в 2002 г. — 58 дворов, 126 чел.: 53 муж., 73 жен.
| 2010 | 2012 | 2013 |
| ---- | ---- | ---- |
| 113  | ↘111 | →111 |

## Природа
Кушниковский затон — озеро в Мариинско-Посадском р-не, около с. Кушниково, в бассейне р. Волга по происхождению старинное. Площадь водного зеркала 23 га. Озеро бессточное. Гидрологические и биологические исследования водоёма в полном объёме не проводились.

## Известные личности
Кушниковы — дворянский род, восходящий к 1-й пол. XVI века Внесён в 6-ю часть дворянской родословной книги Казанской губернии. Помещики Чувашского края XVII—XIX веков.
Представители рода Кушниковых:
- Василий «татарский голова» (приказное должностное лицо) г. Арзамас, в 1611 году — воевода города Ядрин, сторонник правительства первого ополчения.
- Пётр — в 1670 году воевода города Кокшайск.
- Фёдор Петрович (неизв. — до 1690) — помещик Кокшайского (с. Троицкое, Кушниково тоже — 31 душа мужского пола, д. Шульгино — 12 душ мужского пола), Свияжского и Яранского уездов.
- Аграфена Петровна (неизв. — не позднее 1718) — помещица в 1714 году, унаследовала часть имения своего мужа Ф. М. Есипова в с. Беловолжское Чебоксарского уезда.
- Её племянник Василий Фёдорович — полковник, унаследовал имение в с. Беловолжское
- Александр Васильевич — в 1713 году (помещик д. Набережная Цивил)
- Алексей Иванович — майор, помещик с. Кущниково. В 1732 году приобрёл имение в с. Беловолжское у своей племянницы М. В. Суровцевой, в 1734 — воевода Чебоксар[5].
- Дмитрий Алексеевич — обучался в Артиллерийской чертёжной фортификационной школе. В 1763—64 годах — геодезист в Комиссии подполковника А. И. Свечина, в 1774 году — премьер-майор, находился в действующей армии за границей, помещик Чебоксарского (с. Беловолжское), Кокшайского (с. Кушниково, деревень Нерядово, Шульгино, Заовражная — 297 крестьян обоего пола) уездов.
- Александр Алексеевич (1722—1797) — коллежский асессор, подполковник в отставке. В 1750 году — сержант лейб-гвардии Измайловского полка. В 1750-х годах — воевода Пермской провинции. За долги продал имения в с. Беловолжское и д. Нерядово; помещик с. Кушниково, деревень Шульгино, Водолеево (74 души мужского пола), владел винокурней в д. Водолеево.
- Сергей Александрович (oк. 1747 — до 1798) — коллежский асессор, майор в отставке. В 1774 году — казначей Коллегии экономии в Царевококшайском и других уездах, помещик с. Кушниково.
- Василий Александрович (oк. 1750 — после 1804) — секунд-майор, помещик с. Кушниково Симбирской губернии.
- Павел Александрович (ок. 1760 — до 1834) — коллежский асессор, в 1802 — дворянский заседатель Козьмодемьянского земского суда, помещик с. Кушниково.
- Сергей Сергеевич (1765 — 18(или 14).2.1839) — государственный деятель, действительный тайный советник (1826), сын Сергея Александровича от первого брака с сестрой историка Н. М. Карамзина Екатериной Михайловной. В 1787 году окончил сухопутную школу Шляхетского кадетского корпуса. Участвовал в Русско-турецкой войне 1787—91 годов. В 1799—1800 годах — адъютант А. В. Суворова, участник итальянских и швейцарских походов. В 1802—04 годах — петербургский губернатор, с 1806 года — сенатор, с 1827 года — член Государственного совета. Участник Отечественной войны 1812 года. В 1819—20 годах — один из руководителей масштабной сенаторской ревизии Казанской губернского края, которая была начата с Чебоксар. Награждён орденом Святого апостола Андрея Первозванного (1837). В 1802 году вместе с братьями — майором в отставке Александром (ок. 1772 — неизв.) и подпоручиком Михаилом — продал часть наследственного имения в с. Кушниково. В 1811 году совместно с братьями и сёстрами владел в Кушниково 15 крестьянами мужского пола.
- Михаил Сергеевич (ок. 1784 — после 1849) — надворный советник, ротмистр, в 1836—37 годах — Чебоксарский уездный предводитель дворянства, помещик с. Кушниково, деревень Шульгино, Ураково.
- Ростислав Васильевич (ок. 1785 — неизв.) — поручик Елизаветградского гусарского полка, в 1811 году — помещик с. Кушниково (5 душ мужского пола).

Как часто бывало, фамилия Кушниковы перешла и крестьянам помещиков Кушниковых. В частности к крестьянскому роду относится священник в селе Караево Спасского уезда Казанской губернии Алексей Кушников и его сын Дмитрий, врач и общественный и политический деятель.

## Улицы
В настоящий момент с. Кушниково состоит из 5 улиц: Заречная, Луговая, Новая, Хуторская, Школьная.